# Hermon

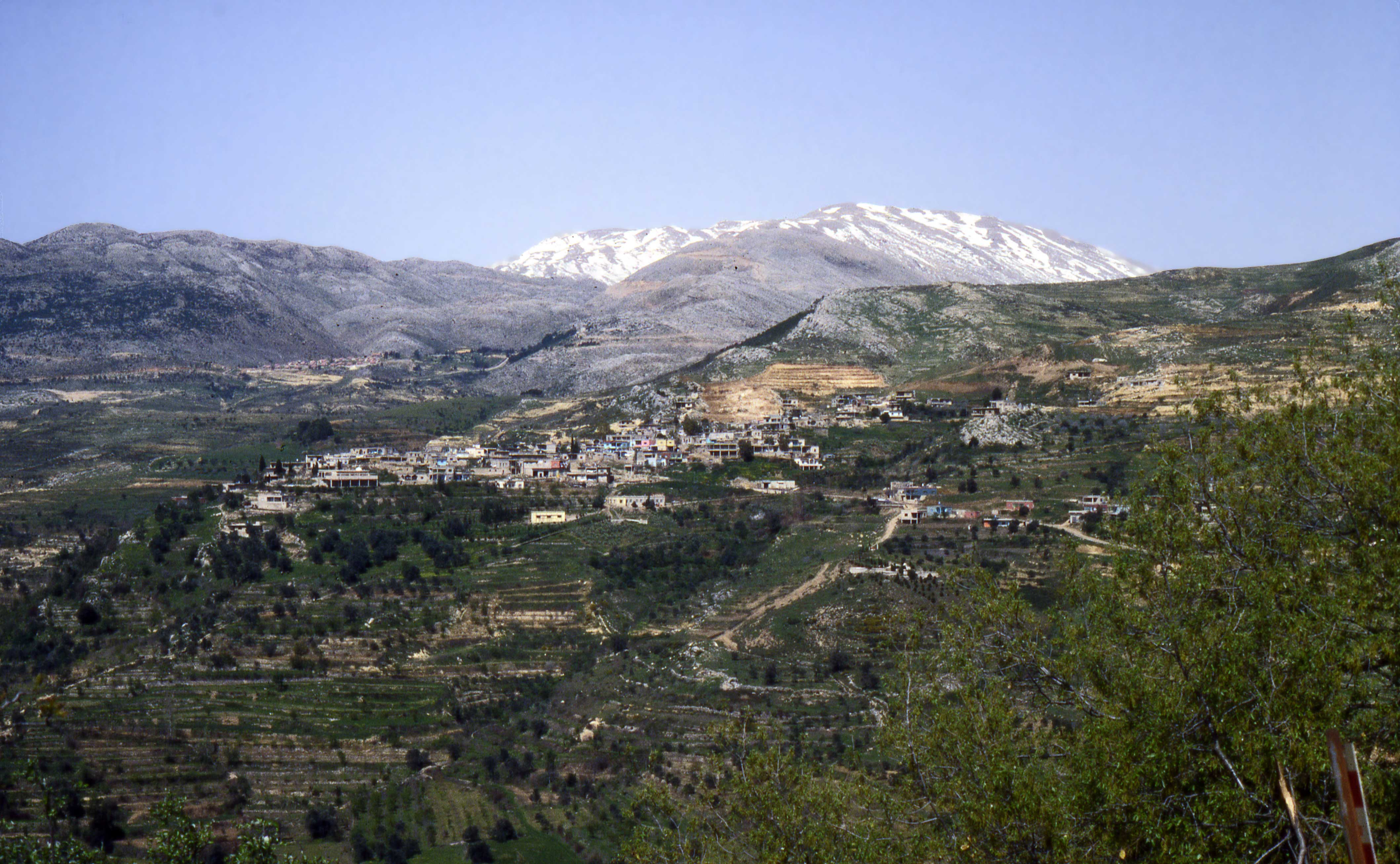
Nybyggd bosättning på Golanhöjderna nedanför Hermon

För andra betydelser, se Hermon (olika betydelser).
Hermon (arabiska: جبل الشيخ, حرمون, هرمون,  Jabal el-Shaiykh, Djabl a-Shekh, "hövdingens berg" och "snötäckta berg") är ett berg i bergskedjan Antilibanon i Libanon och Syrien. Den ligger vid den syrisk-libanesiska gränsen i sydväst. Toppen på Hermon är 2 814 meter över havet.
Berget ligger på gränsen mellan Syrien och Libanon, och ligger under syrisk kontroll. Den södra delen av Hermon har varit under israelisk suveränitet sedan Sexdagarskriget 1967. Denna del av berget, såväl som Golanhöjderna, annekterades av Israel 1980, en annektering som inte erkänts av Syrien och omvärlden.
Terrängen runt Hermon är bergig åt nordväst, men åt sydost är den kuperad. Hermon är den högsta punkten i trakten. Närmaste större samhälle är Hâsbaïya, 16,1 km väster om Mount Hermon. 